# فیل دنیلز
فیل دنیلز (انگلیسی: Phil Daniels؛ زادهٔ ۲۵ اکتبر ۱۹۵۸) هنرپیشه اهل بریتانیا است. وی از سال ۱۹۷۲ میلادی تاکنون مشغول فعالیت بوده‌است.
از فیلم‌ها یا برنامه‌های تلویزیونی که وی در آن نقش داشته است، می‌توان به عروس، جیمی آزاد، پرنده آزاد و وینیل و تفاله اشاره کرد.